# Frédéric Pajak

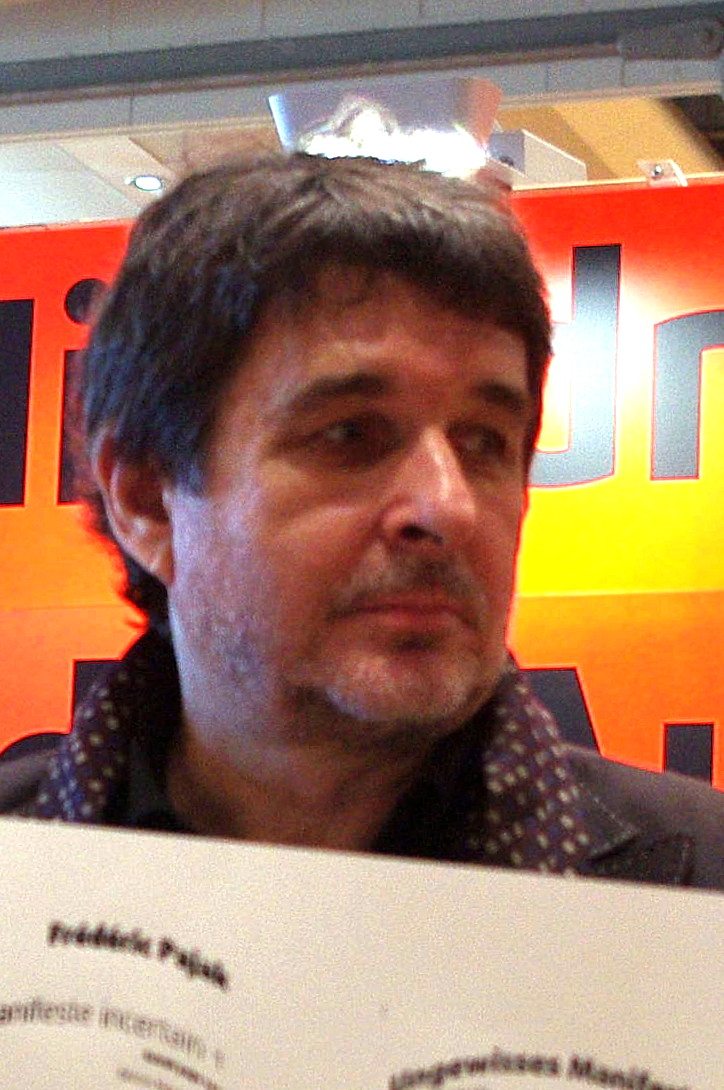
Frédéric Pajak (2017)

Frédéric Pajak (geboren 10. Dezember 1955 in Suresnes) ist ein französischer und Schweizer Zeichner und Herausgeber.

## Biographie
Pajak ist ein Sohn des Malers Jacques Pajak, er wuchs in Lausanne auf.
Er ist Chefredakteur mehrerer Zeitschriften, unter anderem der Monatszeitschrift Voir. Außerdem veröffentlicht er Zeichnungen. 1987 gewann er den Preis für Drehbücher in Vorbereitung des Locarno Festivals. 1987 veröffentlichte er den Roman Le bon larron bei Bernard Campiche éditeur. L'Immense solitude, erschienen 1999, machte ihn bekannt. Für dieses Buch erhielt er 2000 den Preis Prix Michel-Dentan. Das Buch vermengt Text und Zeichnungen ohne eine Graphic Novel zu sein. Im Jahr 2000 veröffentlichte Pajak ein Buch über den Dichter Guillaume Apollinaire: Le chagrin d’amour, und 2001 in Zusammenarbeit mit Yves Tenret Humour, une biographie de James Joyce. 2006 erschien der Roman Guerre sexuelle bei Gallimard.
Pajak erhielt 2014 den Prix Médicis essai für Band 3 des Manifeste incertain.

## Werke
- Le Bon Larron, roman, Bernard Campiche éditeur, 1987
- Les Filles d'Ève Inc, poésie, illustré de 15 compositions de Francine Simonin, Fernand Parisod, 1989
- Cahier de la rue Oudinot, dessins, Les Illusions, 1996
- Martin Luther, l'inventeur de la solitude, préface de Michel Thévoz, éditions de l'Aire, 1997
- L'Immense Solitude avec Friedrich Nietzsche et Cesare Pavese, orphelins sous le ciel de Turin, récit écrit et dessiné, Presses universitaires de France (= Perspectives critiques.), 1999, ISBN 2-13-050412-4
- Le Chagrin d'amour (= Perspectives critiques.), récit écrit et dessiné, Presses universitaires de France, 2000, ISBN 2-13-051119-8
- Nervosité générale (= Perspectives critiques.), chansons & poèmes, Presses universitaires de France, 2001, ISBN 2-13-051854-0
- Humour : une biographie de James Joyce écrite avec Yves Tenret (= Perspectives critiques.) Mit Yves Tenret, récit écrit et dessiné, Presses universitaires de France, 2001, ISBN 2-13-052052-9.
- Nietzsche et son père (= Perspectives critiques.), avec vingt et un dessins de l'auteur, Presses universitaires de France, 2001, ISBN 2-13-053653-0.
- Première Partie. Les Poissons sont tragiques ; Fredi le Prophète ; Martin Luther, l'inventeur de la solitude (= Perspectives critiques.) Presses universitaires de France, 2001, ISBN 2-13-051839-7.
- Mélancolie (= Perspectives critiques.), Presses universitaires de France, 2004, ISBN 2-13-053893-2.
- La Guerre sexuelle. Gallimard, 2006
- J'entends des voix, récit écrit et dessiné, Gallimard, coll. « L'Arbalète », 2006.
- L'Étrange Beauté du monde, récit écrit et dessiné, dessins de Léa Lund, Les Éditions Noir sur blanc, 2008.
- Contre tous, portraits, Gallimard, 2007, ISBN 978-2-07-078369-4.
- Schopenhauer dans tous ses états, une anthologie inédite, choix de textes établi par Didier Raymond, dessins originaux et postface de Frédéric Pajak, Gallimard, coll. « L'Arbalète », 2009, ISBN 978-2-07-012403-9.
- En souvenir du monde. ill. von Lea Lund, Les Éditions Noir sur blanc, 2010, ISBN 978-2-88250-236-0.
- Manifeste incertain. Band 1, Les Éditions Noir sur blanc, 2012, ISBN 978-2-88250-279-7.
- Manifeste incertain. Band 2, Les Éditions Noir sur blanc, 2013, ISBN 978-2-88250-322-0.
- Manifeste incertain. Band 3, Les Éditions Noir sur blanc, 2014, ISBN 978-2-88250-353-4.
- Manifeste incertain. Band 4, Les Éditions Noir sur blanc, 2015, ISBN 978-2-88250-392-3.
- Manifeste incertain. Band 5, Les Éditions Noir sur blanc, 2017, ISBN 978-2-88250-480-7.
- Manifeste incertain. Band 6, Les Éditions Noir sur blanc, 2017, ISBN 978-2-88250-474-6.
- Manifeste incertain. Band 7, Les Éditions Noir sur blanc, 2018, ISBN 978-2-88250-533-0.

## Auszeichnungen
- 2000: Prix Michel-Dentan pour L’Immense solitude, avec Friedrich Nietzsche et Cesare Pavese, orphelins sous le ciel de Turin, PUF, 1999
- 2005: Prix Paul Féval de littérature populaire pour Mélancolie, PUF, 2004
- 2012: Prix du rayonnement de la Fondation vaudoise pour la culture
- 2014: prix Médicis essai pour le tome 3 du Manifeste incertain
- 2015: Schweizer Literaturpreis
- 2019: Prix Goncourt für Manifeste incertain (Band 7)
- 2021: Schweizer Literaturpreis, Preisträger des «Grand Prix Literatur»